# لترباکسد
لِتِرباکسْد (انگلیسی: Letterboxd) یک سرویس شبکهٔ اجتماعی آنلاین است که در سال ۲۰۱۱ توسط متیو بیوکنان و کارل فون راندو تأسیس شد. این سرویس به‌عنوان یک برنامهٔ شبکهٔ اجتماعی متمرکز بر انتشار نظرات دربارهٔ فیلم‌ها و علایق سینمایی راه‌اندازی شد.